# 두 사람의 거리 추정
《두 사람의 거리 추정》(일본어: ふたりの距離の概算)는 요네자와 호노부의 2010년 청춘 미스터리 소설로, 고전부 시리즈의 다섯 번째 작품이다. 네 명의 고전부가 2학년으로 진급한 직후에 벌어진 신입 부원 가입 철회 사건(?)을 풀어가는 이야기다. 대한민국에는 엘릭시르에서 권영주 번역으로 출간되었다.

## 목차
- 서장 그냥 뛰기에는 너무 길다
- 1 가입 접수는 이쪽
- 2 친구는 축하받아야 한다
- 3 참 멋진 찻집
- 4 놓아버리는 게 편하다
- 5 두 사람의 거리 어림
- 종장 손은 어디까지고 뻗을 터

## 등장인물
- 오레키 호타로(折木 奉太郎)
- 지탄다 에루(千反田 える)
- 후쿠베 사토시(福部 里志)
- 이바라 마야카(伊原 摩耶花)
- 오히나타 도모코(大日向 友子)
- 오히나타네 사촌(大日向の従兄)